# 11739 Батон Руж
11739 Батон Руж (11739 Baton Rouge) — астероїд головного поясу, відкритий 25 вересня 1998 року.
Тіссеранів параметр щодо Юпітера — 2,967.